# Acte de cort
Durant les edats medieval i moderna es va donar el nom genèric d'acte de cort (acta curiae) a moltes accions i/o pactes acordats durant una Cort tinguda en els estats de la Corona d'Aragó.

## Característiques

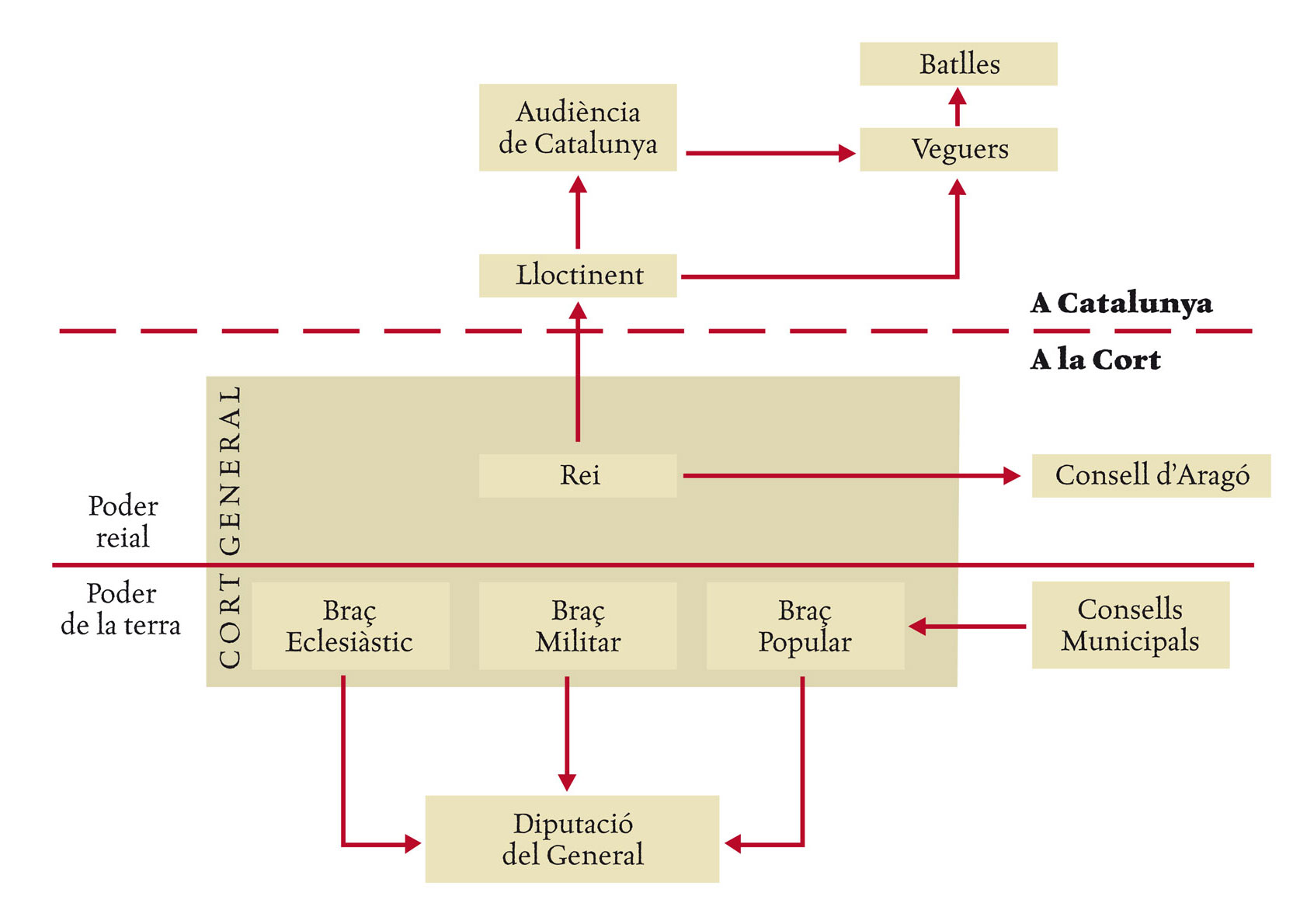
Esquema del sistema constitucional del Principat.

Teòricament els actes de cort eren aquelles decisions menors o quotidianes preses pels Braços en el transcurs de les sessions, i sense la necessitat de l'aprovació formal del rei, la qual sovint era implícita. Tenien una funció momentània i no tenien pas la importància de lleis generals com ara les constitucions o els capítols de cort. Alguns exemples pràctics eren les provisions d'oficis, deliberacions econòmiques, habilitacions de suplicacions, mandats als diputats, etc.

### Un terme elàstic
Però l'ús d'aquest terme fou sempre en un sentit ampli i poc precís en els textos legals. Hi hagué actes de cort que tingueren una vigència duradora o fins i tot definitiva: Alguns foren lleis particulars proposades només per un o dos braços; No tenien la solemnitat dels capítols o les constitucions i, per tant, mancaven d'un caràcter universal, per la qual cosa habitualment es posaven al rang de les pragmàtiques. També hi hagué altres d'actes de cort decretats pel rei a petició dels tres braços (com si fos un capítol); aquests casos eren de fet ratificacions de disposicions emeses pel rei amb anterioritat a la reunió de les Corts, és a dir emesos extra curiam (edictes, ordinacions, sentències, etc.) que es consideraven prou adequades per ser elevades a la categoria de llei pactada pel general del país reunit en corts (per aquest motiu aquest tipus d'acte de cort es considerava de la mateixa força que les constitucions i els capítols).